# 1840年聯合法案
联合法案（英語：British North America Act, 1840）是1840年7月由英国议会通过的关于上、下加拿大省合并的法案。1837年，上、下加拿大两省改革运动发展成为武装反抗。反抗虽然最后被镇压，但迫使英国殖民當局不得不改变殖民统治方式。